# Space Oddity
"Space Oddity" és una cançó escrita i gravada per David Bowie, llançada l'11 de juliol de 1969. Era la cançó que obria el seu segon àlbum d'estudi, David Bowie. Va convertir-se en una de les cançons insígnia de Bowie, i és una de les seves quatre cançons incloses a The Rock and Roll Hall of Fame's 500 Songs that Shaped Rock and Roll.
La cançó, llançada durant un període de gran interès en el vol espacial, explica el llançament de Major Tom, un astronauta fictici. La missió americana Apollo 11 sortiria cinc dies després, i esdevindria la primera missió tripulada en aterrar a la Lluna encara cinc dies més tard. La lletra també satiritzava el programa espacial britànic, que segueix sent un projecte no tripulat. Bowie revisitaria el seu personatge de Major Tom a les cançons "Ashes to Ashes", "Hallo Spaceboy" i possiblement al vídeo de "Blackstar".
"Space Oddity" va ser el primer senzill de David Bowie en arribar a les llistes britàniques. Va arribar a estar entre els cinc primers després del seu llançament, i va rebre el Premi Ivor Novello Especial per Originalitat l'any 1970. El seu segon àlbum, originalment llançat amb el nom David Bowie al Regne Unit, es va reanomenar en honor de la cançó després que RCA Records el rellancés el 1972.
El 2013, la cançó va ser versionada per l'astronauta canadenc Chris Hadfield a bord de l'Estació Espacial Internacional, convertint-se en el primer vídeo musical gravat a l'espai. El gener de 2016 la cançó va tornar a entrar a les llistes després de la mort de David Bowie. "Space Oddity" també va arribar al número tres a iTunes el 12 de gener de 2016.